# Mary Randolph
Mary Randolph (9 de agosto de 1762 – 23 de janeiro de 1828) foi uma autora e cozinheira norte-americana, conhecida por ter escrito The Virginia House-Wife (1824), um dos livros de receitas e administração doméstica mais influentes do século XIX. Muitas das receitas usavam ingredientes locais da Virgínia, incluindo pudim de Tanacetum vulgare, capuchinhas em conserva e sobremesas com groselha nativa. Mary Randolph foi a primeira pessoa conhecida a ser enterrada no local que posteriormente se tornou o Cemitério Nacional de Arlington.

## Vida
Mary nasceu na Plantação Ampthill, no Condado de Chesterfield, Virgínia. Era filha de Thomas Mann Randolph Sr. e Anne Cary Randolph, pertencentes à proeminente Família Randolph da Virgínia. Seu irmão Thomas Mann Randolph Jr. casou-se com Martha Jefferson Randolph, filha de Thomas Jefferson. Outra irmã, Virginia Randolph Cary, foi ensaísta.
Em dezembro de 1780, casou-se com seu primo distante, David Meade Randolph, um oficial da Guerra de Independência dos Estados Unidos e plantador de tabaco. Tiveram oito filhos, dos quais quatro chegaram à idade adulta.
Em 1807, Mary abriu uma pensão em Richmond, onde ficou conhecida como anfitriã destacada. Em 1824, publicou The Virginia House-Wife, um livro de receitas e administração doméstica considerado o primeiro livro de culinária regional norte-americano, que seria reeditado várias vezes antes da Guerra Civil.
Passou os últimos anos cuidando do filho Burwell Starke Randolph, ferido em serviço na Marinha. Foi enterrada no Cemitério Nacional de Arlington, sendo a primeira pessoa conhecida a ser sepultada no local.

## Legado
The Virginia House-Wife influenciou gerações de cozinheiros do sul dos Estados Unidos, tendo receitas que envolvem tomates em diversas formas, algo considerado inovador para a época. O chef José Andrés a citou como inspiração para o seu trabalho com culinária histórica norte-americana.
Em 2009, foi homenageada postumamente pela Biblioteca da Virgínia como uma das "Virginia Women in History".

## Obras
- The Virginia House-Wife (1824)